# Brotherhood (B'z专辑)
《Brotherhood》是日本摇滚组合B'z的的第十张录音室专辑。1999年7月14日由Rooms RECORDS于日本发行。
最終銷量約139.1萬張，為日本最暢銷專輯第161名。

## 曲目
| 曲序 | 曲目                       | 时长 |
| ---- | -------------------------- | ---- |
| 1.   | F・E・A・R                 | 3:45 |
| 2.   | 極限chop（Version 51）（） | 3:59 |
| 3.   | Brotherhood                | 5:46 |
| 4.   | 漫長的愛（）               | 5:37 |
| 5.   | 夢幻般的一天（）           | 4:53 |
| 6.   | 用銀色之翼飛翔吧（）       | 3:55 |
| 7.   | 用那雙手去撫觸吧（）       | 3:23 |
| 8.   | 流逝的日子（）             | 4:54 |
| 9.   | SKIN                       | 3:44 |
| 10.  | 就讓我去了吧!（）          | 3:23 |
| 11.  | SHINE                      | 3:49 |

## 制作人员
- 松本孝弘：吉他・全曲作曲・編曲
- 稻叶浩志：主唱・全曲作詞・編曲、口琴（#6）
- 小野塚晃：风琴（#5,8,11）
- ビリー・シーン：电贝司（#2,3,8,10,11）
- 満園庄太郎：电贝司 （#1,4-9）
- 黒瀬蛙一：鼓手 （#1,3-11）
- パット・トーピー：鼓手 （#2）
- 池田大介：弦乐指挥・銅管 （#4,6,9）
- 篠崎Strings：弦乐演奏 （#4,9）
- 佐々木史朗：小号（#6）
- 澤野博敬：小号（#6）
- 中路英明：长号（#6）
- 勝田一樹：薩克斯風（#6）
- SUZUKI SATORU：制作人